# Сусло Дмитро Спиридонович
Дмитро Спиридонович Сусло (10 (23) лютого 1909, село Кам'яна Криниця, Херсонська губернія, Російська імперія — 4 листопада 1988, Київ, Українська РСР, СРСР) — радянський український юрист-практик і вчений- правознавець, спеціаліст у галузі кримінального процесу та його історії. Доктор юридичних наук (1973), професор (1976).
Розпочав свою юридичну кар'єру народним засідателем. Під час німецько-радянської війни був членом трибуналів двох фронтів та головою трибуналу 7-ї саперної армії. У 1943—1944 роках був заступником Голови Верховного Суду Української РСР у кримінальних справах. Потім займався організацією радянських органів юстиції на Закарпатті, працював у Міністерстві юстиції Української РСР. Вищу юридичну освіту здобув у 1949 році у Київському державному університеті, тоді ж почав у ньому працювати. Однак у жовтні 1949 року був засуджений до десяти років позбавлення волі. 1953 року — реабілітований та повернувся до науково-педагогічної роботи в КДУ. З 1988 року був професором кафедри правосуддя цього вишу.

## Біографія
Дмитро Сусло народився 10 (23) лютого 1909 року в селі Кам'яна Криниця Херсонської губернії (нині Кіровоградська область України) у селянській родині. Крім нього, у сім'ї була ще молодша дочка. Коли Дмитру було 15 років, померли його батьки. Загальну освіту здобув у школі-семирічці, яку, за різними даними, закінчив у 1924  або 1927  році. 1927 року почав свою трудову діяльність, тоді ж був обраний народним засідателем в народний суд. Юридичну освіту він почав здобувати, вже працюючи в суді. У 1931 році він закінчив юридичні курси, які проходили у Вінниці, а в 1939 році вступив до київської філії  Всесоюзної заочної правової академії. На 1941 рік навчався на другому курсі цього вишу. 1939 року був призначений суддею Верховного Суду Української РСР. Однак, згідно з даними з сайту Верховного Суду України, станом на 1938 рік, він уже був суддею Верховного суду Української РСР.
Під час німецько-радянської війни Сусло продовжив роботу у органах юстиції. Був членом військових трибуналів Південно-Західного та Донського фронтів, головою трибуналу 7-ї саперної армії . У березні 1943 року після того, як частина українських населених пунктів була захоплена радянськими військами, свою роботу відновив Верховний Суд Української РСР, який складався з двох заступників голови суду та трьох суддів та засідав у Старобільську Ворошиловоградської області. Сусло був призначений заступником голови цього судового органу у кримінальних справах. Потім, наприкінці 1944 року, його було призначено радником Голови Народної ради Закарпатської України Івана Туряниці. На цій посаді займався створенням радянських органів юстиції в Закарпатській Україні (з 1945 — Закарпатська область) . За даними із сайту Верховного Суду України у 1945 та 1946 роках ставав суддею Верховного суду Української РСР. У листопаді 1946 року Дмитра Сусла призначили заступником міністра юстиції Української РСР із кадрів та членом колегії Міністерства юстиції УРСР . Тоді ж вступив на юридичний факультет державного університету імені Т. Г. Шевченка, з якого був випущений в 1949 році .
Закінчивши ВНЗ, у лютому 1949 року він був звільнений із посади заступника міністра юстиції УРСР і почав викладати курс кримінального процесу в ньому. Проте за кілька місяців, у жовтні 1949 року, він був засуджений до десяти років позбавлення волі. Вчені-правознавці — автори біографічних статей про нього — Юрій Шемшученко, Юрій Кас'яненко  та Володимир Дзюба не пишуть, за який злочин було засуджено Сусло, але називають цей засуд безпідставним. У березні 1953 року його повністю реабілітували, після чого Сусло продовжив роботу на кафедрі кримінального права юрфаку Київського університету, де протягом п'яти наступних років був старшим лаборантом. Написав та захистив кандидатську дисертацію «Організація та діяльність суду та прокуратури УРСР у відновлювальний період (1917—1967)». Потім керував навчальною частиною Київського університету, а з 1964 року був старшим викладачем та доцентом .
1968 року Сусло видав монографію «Історія суду Радянської України (1917—1967 рр.)». У 2016 році доцент В. Т. Дзюба оцінював цю роботу як одну з найкращих у цьому питанні та наголошував, що вона зберігає свою наукову цінність уже понад 45 років після видання. Інший вчений-правознавець — Б. О. Потильчак, називав цю працю однією із небагатьох, які висвітлюють діяльність Верховного Суду Української РСР у період радянсько-німецької війни. З 1968 по 1974 рік одночасно з роботою у ВНЗ він був членом науково-консультаційної ради при Верховному Суді Української РСР. У 1973 році захистив дисертацію на здобуття наукового ступеня доктора юридичних наук на тему «Розвиток органів правосуддя та їхня діяльність в Українській РСР». У цій роботі автор, крім аналізу півстолітньої історії судової системи Української РСР, висловив низку пропозицій щодо подальшого реформування судової системи, які були враховані Верховною Радою Української РСР . У тому ж році йому було присвоєно відповідний вчений ступінь, а ще через три роки — вчене звання професора . У рік захисту своєї докторської дисертації він у співавторстві з В. Ф. Купрішиним опублікував монографію «На сторожі прав трудящих та інтересів держави. Про історію створення, організацію та діяльність адвокатури Української РСР», де досліджував значення адвокатської діяльності при розгляді судових справ у першій та апеляційній інстанціях, а також при оскарженні судових рішень (вироків, рішень, ухвал і ухвал) .

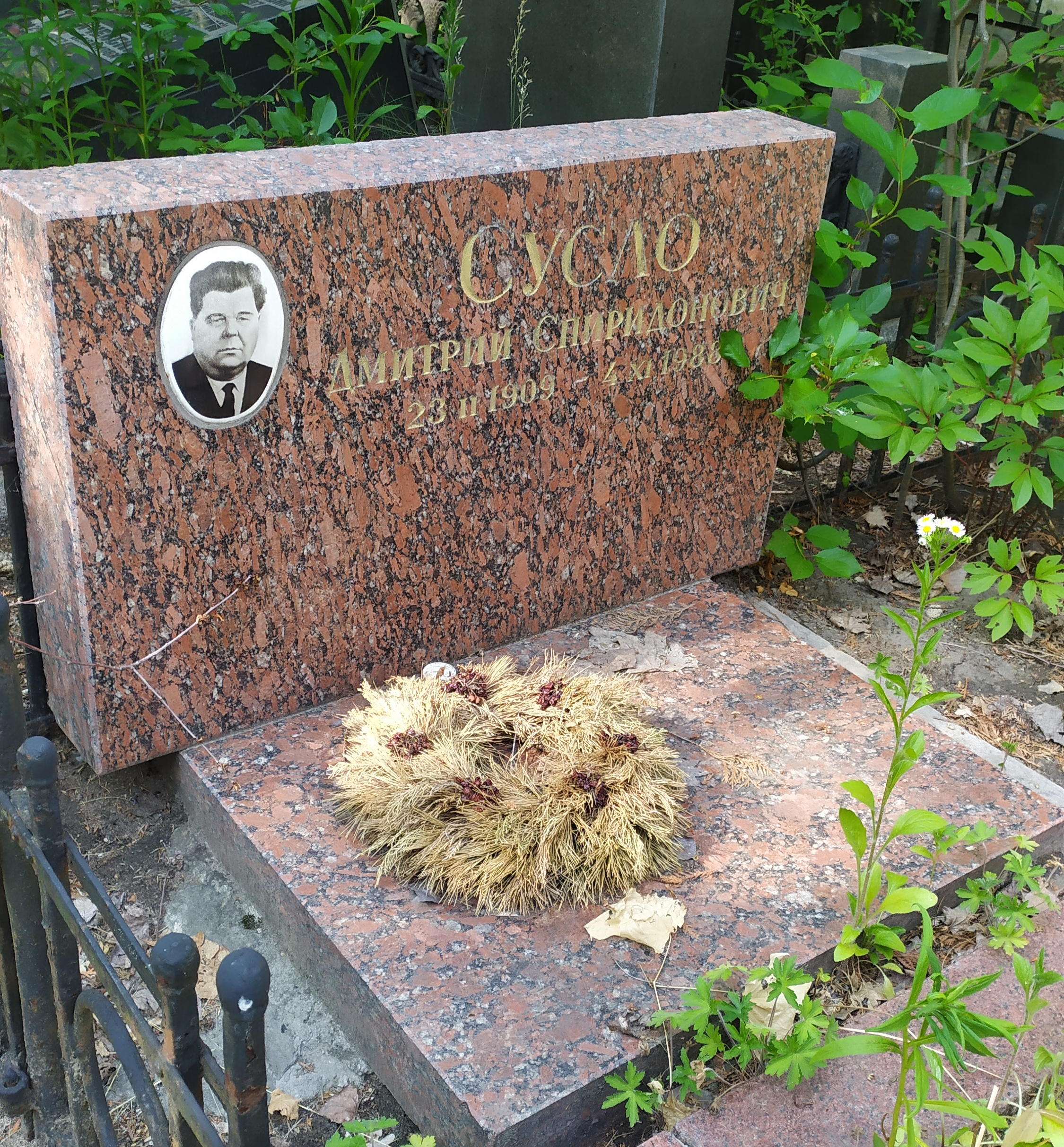
Могила Дмитра Сусла, Байкове кладовище

Крім основної роботи також Дмитро Сусло був лектором на курсах підвищення кваліфікації суддів при Міністерстві юстиції Української РСР, заступником голови правління правової секції київського Будинку вчених, був керівником теоретичного семінару професорсько-викладацького складу та головою профбюро. Також займався підготовкою вчених-правознавців, виступав науковим керівником претендентів на науковий ступінь кандидата наук і членом спеціалізованої ради із захисту докторських дисертацій . В 1988 році Сусло був призначений на посаду професора кафедри правосуддя. Помер 4 листопада того ж року у Києві. Похований на Байковому кладовищі.

## Погляди
За оцінкою учня Дмитра Сусло — Володимира Дзюби, його вчитель був прихильником і продовжувачем ідей Олександра Кістяківського щодо надання більшої значущості судової практики, як більш ефективного та актуального виду вирішення юридичних суперечок, ніж норми права. Сусло був прихильником концепції переваги права перед законодавством, у якій судова практика були мірилом ефективності норм закону .
У своїх роботах він обґрунтовував такі пропозиції щодо реформування кримінально-процесуального законодавства: гарантії діяльності адвоката з моменту затримання особи та пред'явлення їй звинувачень, збільшення кількості народних засідателів під час розгляду справ найбільшої складності, запровадження суду присяжних та створення спеціалізованих судів. Ці його пропозиції були впроваджені в українське законодавство у 1996 році, коли було прийнято Конституцію України .

## Нагороди
Дмитро Сусло був нагороджений орденами Трудового Червоного Прапора (1945) та Вітчизняної війни II ступеня, а також сімома медалями (серед яких були: «За оборону Сталінграда», «За оборону Києва» та «За трудову доблесть») .